# Mk 16型魚雷
Mk 16型魚雷或稱為馬克16型魚雷是美國海軍在二戰期間使用的標準Mk 14型魚雷的重新設計版本。它整合了經過戰爭考驗的改進至武器設計當中，供沒有改裝的美國艦隊潛艇使用。由於Mk 14型魚雷價錢高昂和不可靠等問題在1943年中期得到解決，Mk 16型魚雷並沒大量生產。
二戰後，生產的Mk 16型魚雷數量有限。儘管Mk 14型魚雷在戰後留下可觀的數量，Mk 16型魚雷仍被用作美國標準反船艦魚雷長達20年。這枚21英寸（53 cm）的魚雷長20英尺6英寸（6.25米），重2 short ton（1,800），採用過氧化氫為推進器燃料。
Mod 0的彈頭裝有1,260磅（570）鋁末混合炸藥，這是當時世界上威力最強的常規潛艇魚雷彈頭。美國海軍在二戰中使用的鋁末混合炸藥較日本95式和97式魚雷使用的能量密度更高，分別為7,405 J/g和4,370 J/g。結果，它甚至比戰爭後期的93式「長矛」魚雷的「Mod 3」變體威力更強，儘管彈頭重量減少了210 kg (28%)， 93式魚雷仍使用了780 kg 97式炸藥。
Mk 16-1型魚雷只裝載960磅（440）鋁末混合炸藥，但射程約為4,000碼。它可以以直線或預先設計的路線運行。二次大戰後，另一項改進，Mk 16-3，使魚雷能夠射程更遠，達到 13700 碼，與 95 型相比型號 1 魚雷長於約 700 碼， Mod 0和Mod 3變體被發展為普通魚雷。設計是保留Mod 3魚雷的長射程以及為Mod 0安裝更大的彈頭，是次升級被稱為Mk 16-8型魚雷，允許射程可達約 13,700 碼，同時保持搭載1,260磅高爆炸藥(7,552 J/g)，取代鋁末混合炸藥。這款武器一直作為美國海軍主要反艦隻魚雷，直至1972年被逐步淘汰，那時，Mk 16型魚雷和Mk 37型魚雷已經在1975年被Mk 48型魚雷完全取代。